# Суперінтуїція
СуперІнтуїція (з 1 по 4 сезон — Інтуїція) — українське ігрове шоу, яке транслювалося на «Новому каналі». З п'ятого сезону ведучим був Сергій Притула. Шоу було адаптацією американського розважального шоу «Identity».

## Про проєкт
У кожному епізоді участь бере зіркова пара (чоловік і дружина, колишні коханці, творчі дуети або завзяті конкуренти, справжні друзі або колеги по цеху). Їм належить вгадати 13 «незнайомців» по черзі, керуючись логікою або інтуїцією. Зірковий гість, чиє шосте відчуття або холодний розрахунок виявиться сильнішим, надають звання володаря «СуперІнтуїції» та усі зароблені гроші (свої + опонента).

## Ведучі
- Андрій Доманський (1-2 сезон)[1]
- Олександр Педан (3-4 сезон)
- Сергій Притула (5-8 сезон)

В одному з новорічних епізодів 2010—2011 ведучим був Віктор Логінов (ведучий російської версії шоу).

## Сезони

### 5 сезон
| Епізод | Дата       | Герої               | Герої              | Переможець         |
| ------ | ---------- | ------------------- | ------------------ | ------------------ |
| 1      | 27.08.2015 | Катерина Варнава    | Євген Папунаішвілі | Євген Папунаішвілі |
| 2      | 03.09.2015 | Настя Каменських    | Потап              | Потап              |
| 3      | 10.09.2015 | Надія Матвєєва      | Григорій Решетнік  | Григорій Решетнік  |
| 4      | 17.09.2015 | Анна Сєдокова       | Віктор Логінов     | Анна Сєдокова      |
| 5      | 24.09.2015 | Маргарита Січкар    | Ігор Кондратюк     | Маргарита Січкар   |
| 6      | 01.10.2015 | Надя Дорофєєва      | Дантес             | Надя Дорофєєва     |
| 7      | 08.10.2015 | Віра Брежнєва       | Стас Костюшкін     | Віра Брежнєва      |
| 8      | 15.10.2015 | Оля Полякова        | Євген Сморигін     | Оля Полякова       |
| 9      | 22.10.2015 | Руслана Писанка     | Єгор Крутоголов    | Єгор Крутоголов    |
| 10     | 29.10.2015 | Соня Плакидюк       | Річард Горн        | Соня Плакидюк      |
| 11     | 05.11.2015 | Лена Коляденко      | Діма Коляденко     | Діма Коляденко     |
| 12     | 12.11.2015 | Анфіса Чехова       | Олександр Педан    | Анфіса Чехова      |
| 13     | 19.11.2015 | Наталя Казаніна     | Степан Казанін     | Наталя Казаніна    |
| 14     | 26.11.2015 | Даша Астаф'єва      | Тимур Родріґез     | Даша Астаф'єва     |
| 15     | 03.12.2015 | Наталія Могилевська | Влад Яма           | Влад Яма           |

## Примітка
1. 1 2  «Інтуїція» стартує на Новому 8 січня. Детектор медіа. 23.12.2009. Архів оригіналу за 03.11.2019. Процитовано 03.11.2019.